# The Road (The Kinks)
The Road is een album van de Britse rockband The Kinks uit 1988.
Het album bevat één studio-opname, namelijk het titelnummer "The Road". De rest van het album werd op 29 juni en 1 juni 1987 live opgenomen in Philadelphia (Pennsylvania) en Columbia (Maryland).

## Tracks
1. "The Road" *
2. "Destroyer"
3. "Apeman"
4. "Come Dancing"
5. "Art Lover"
6. "Clichés of the World (B Movie)"
7. "Think Visual"
8. "Living on a Thin Line"
9. "Lost and Found"
10. "It (I Want It)"
11. "Around the Dial"
12. "Give the People What They Want"

* = opgenomen in september 1987
Mick Avory · Dave Davies · Ray Davies

John Dalton · Gordon Edwards · Ian Gibbons · John Gosling · Bob Henrit · Andy Pyle · Pete Quaife · Jim Rodford